# Cosmic Air

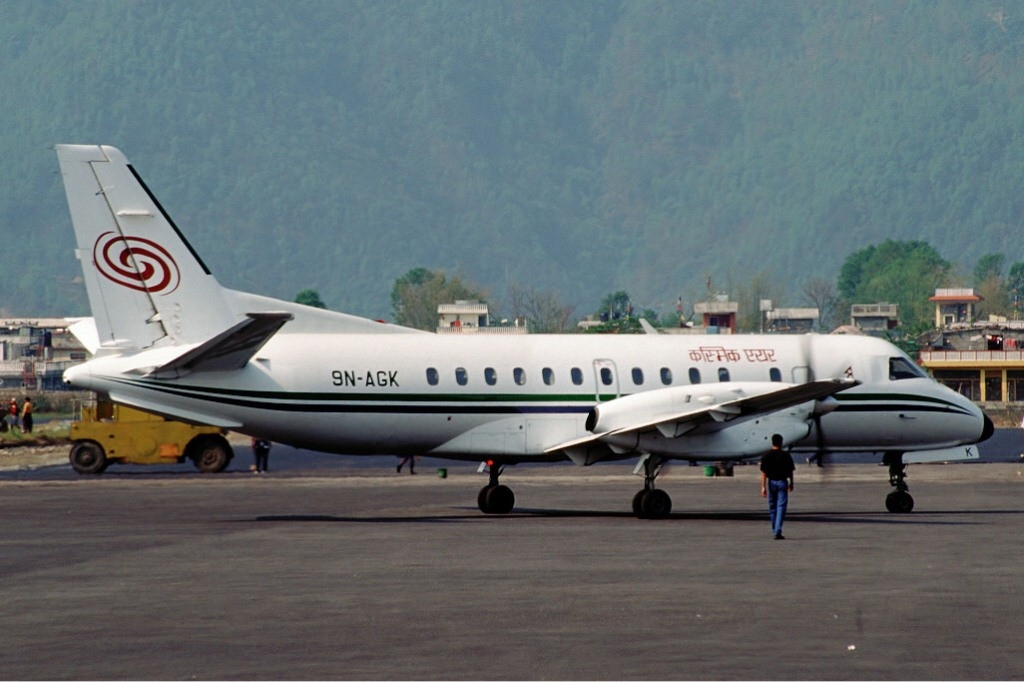
Saab 340 авиакомпании Cosmic Air в аэропорту Покхара, апрель 2001 года

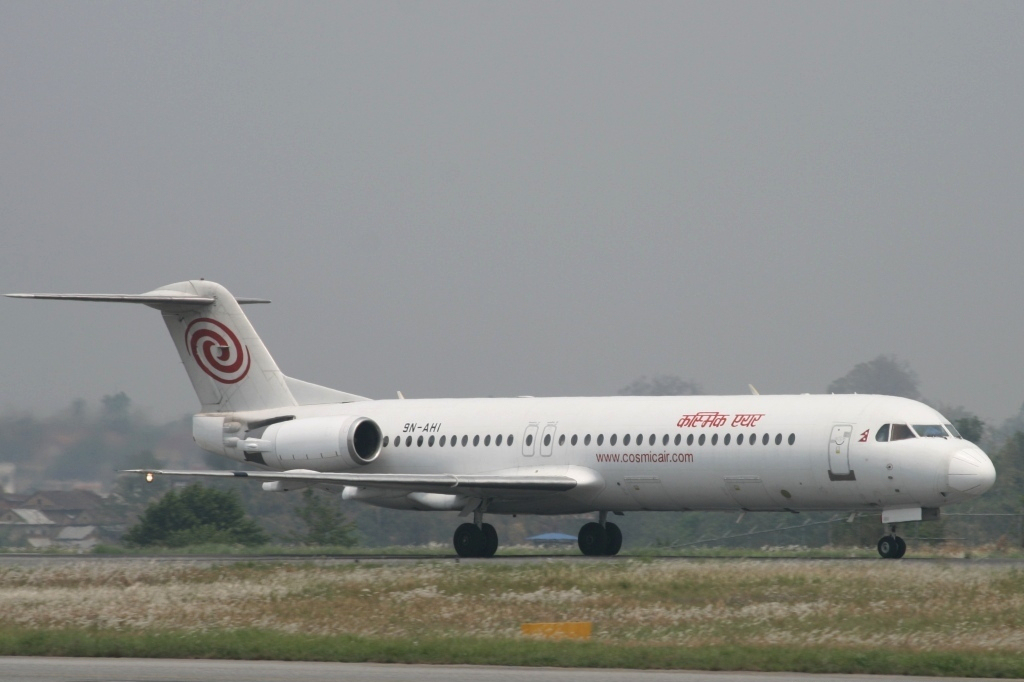
Fokker F100 Cosmic Air в международном аэропорту Трибхуван, апрель 2008 года

Cosmic Air Pvt. Ltd., действовавшая как Cosmic Air, — упразднённая авиакомпания Непала со штаб-квартирой в Катманду, работавшая в сфере регулярных пассажирских перевозок по аэропортам внутри страны и за её пределами, главным образом фокусируясь на иностранных туристах. В 2005 и 2006 годах компания временно приостанавливала выполнение рейсов, и в конечном итоге полностью прекратила деятельность в 2008 году.
Портом приписки перевозчика являлся международный аэропорт Трибхуван.

## История
Cosmic Air была основана в 1997 году пилотом гражданской авиации Прадханом и начала операционную деятельность 1 января следующего года с выполнения чартерных рейсов на двух вертолётах Ми-17. В августе 1998 года флот компании пополнил самолёт Dornier 228. В октябре 2004 года получила в лизинг от компании AerCap Ireland свой первый 105-местный Fokker 100, второй и третий самолёты того же типа были поставлены авиакомпании в январе и апреле 2005 года.
В 2005 году Cosmic Air вышла на рынок международных авиаперевозок. В ноябре того же года достоянием общественности стали финансовые проблемы перевозчика в связи с прекращением заправки его самолётов государственной компанией Nepal Oil Corporation до погашения накопившегося долга в размере 125 миллионов рупий. Обслуживание Cosmic Air возобновилось после выплаты 5 млн рупий в счёт погашения долга, однако 2005 год авиакомпания завершила с чистым убытком в 620 млн рупий.
Следующее приостановление деятельности авиакомпании произошло 14 октября 2006 года вследствие возникших технических проблем с единственным на тот момент рабочим лайнером Fokker 100.
1 января 2007 года правительство Индии предоставило компании временный сервис по обслуживанию и ремонту воздушных судов в Нью-Дели. С начала 2007 года авиакомпания выполняла пассажирские перевозки в индийские города Калькутта, Мумбаи, Варанаси, и грузовые — в аэропорты провинции Гуджарат.

## Маршрутная сеть
В 2012 году авиакомпания Cosmic Air не имела регулярных маршрутов, перевозки в чартерном режиме осуществлялись по следующим городам:
- временные пассажирские чартеры: Дели, Калькутта, Мумбаи и Варанаси
- временные грузовые чартеры: Ахмедабад, Дели

## Флот
По состоянию на 2005 год воздушный флот авиакомпании Cosmic Air составляли следующие самолёты:
- Dornier 228 — 1 ед.
- Fokker 100 — 4 ед.
- Saab 340A — 1 ед.